# Ожигово (Владимирская область)
Ожигово — деревня в Муромском районе Владимирской области России, входит в состав Борисоглебского сельского поселения. 

## География
Деревня расположена в 14 км на северо-восток от центра поселения села Борисоглеб и в 30 км на север от Мурома.

## История
В конце XIX — начале XX века деревня входила в состав Святской волости Гороховецкого уезда. В 1859 году в деревне числился 31 двор, в 1905 году — 77 дворов. 
С 1929 года деревня входила в состав Ожиговского сельсовета Фоминского района Горьковского края. С 1944 года — в составе Владимирской области, с 1965 года — в составе Татаровского сельсовета Муромского района, с 2005 года — в составе Борисоглебского сельского поселения. 

## Население
| 1859 | 1897 | 1905 | 1926 | 2002 | 2010 | 2021 |
| ---- | ---- | ---- | ---- | ---- | ---- | ---- |
| 269  | ↗503 | ↗570 | ↗743 | ↘71  | ↘60  | ↘30  |

## Инфраструктура
В деревне имеется фельдшерско-акушерский пункт